# Ingegneria geotecnica
L'ingegneria geotecnica è una branca dell'ingegneria civile che si dedica allo studio e alla progettazione delle opere che interagiscono con i terreni. Tali opere possono essere autonome (muri di sostegno, gallerie, dighe in terra), oppure possono costituire una parte di organismi più complessi (fondazioni, ancoraggi).

## Descrizione
Le materie inerenti a questo ambito professionale sono la geologia stratigrafica, la meccanica delle terre, la meccanica delle rocce, le fondazioni superficiali, le fondazioni profonde, il dewatering ed altre ancora. La Geotecnica si pone tra l'Ingegneria Strutturale e quella Idraulica, in quanto considera il terreno come un continuo bifase costituito da una parte solida (le particelle di terreno) ed una fluida (generalmente l'acqua) che modifica lo stato tensionale del mezzo sviluppando una certa pressione, chiamata pressione neutra. Questo comportamento bifase, storicamente utilizzato per caratterizzare i terreni, venne studiato da Terzaghi con il principio degli sforzi efficaci.
Il terreno viene innanzitutto studiato nella sua stratigrafia e nel suo comportamento meccanico, ad esempio al fine di individuare il tipo di fondazioni che meglio si adattano a garantire la stabilità dell'opera e la sua durabilità. Quindi si definiscono le modifiche introdotte dalle nuove costruzioni, ottimizzandone le prestazioni.
La professione dell'ingegnere geotecnico è in parte dedicata a prove in laboratorio e in sito per la caratterizzazione meccanica dei terreni, ma soprattutto consiste nelle verifiche progettuali degli interventi che interessano il sottosuolo (fondazioni, opere di sostegno, scavi, rilevati, gallerie, palificazioni, paratie, consolidamenti di pendii, ecc). Di regola si deve tenere conto anche della presenza della acqua di falda valutando la sua interazione con gli strati di terreno, i fenomeni di filtrazione, sollevamento del fondo dello scavo e sifonamento.
Sono richieste talora analisi di opere già esistenti e soggette a danneggiamento, per ripristinarne le condizioni di servizio. Un esempio classico è quello dei cedimenti differenziali.
Un importante settore dell'Ingegneria Geotecnica è la valutazione di sicurezza di un pendio esistente, ovvero la verifica di stabilità dei pendii.
La progettazione geotecnica per sua natura deve sempre interfacciarsi con la progettazione delle sovrastrutture e deve misurarsi con le condizioni presenti al contorno, soprattutto in ambiti urbanizzati.
Le competenze richieste all'ingegnere geotecnico sono condivise con altre discipline, come l'ingegneria strutturale, l'ingegneria idraulica, l'ingegneria dei trasporti, la geologia e la fisica. Molto spesso il suo contributo è inserito in un team di specialisti di progettazione strutturale.